# Фінал Кубка Стенлі 1988
Фінал Кубка Стенлі 1988 (англ. Stanley Cup Finals) — 96-й загалом фінал Кубка Стенлі та сезону 1987–1988 у НХЛ між командами «Едмонтон Ойлерз» та «Бостон Брюїнс». Фінальна серія стартувала 18 травня в Едмонтоні, а фінішувала 26 травня перемогою «Едмонтон Ойлерз».
У регулярному чемпіонаті «Бостон Брюїнс» фінішували другими в дивізіоні Адамса Конференції Принца Уельського набравши 94 очка, а «Едмонтон Ойлерз» посіли друге місце в дивізіоні Смайт Конференції Кларенса Кемпбела з 99 очками.
У фінальній серії перемогу здобули «Едмонтон Ойлерз» 4:0. Приз Кона Сміта (найкращого гравця фінальної серії) отримав капітан «Нафтовиків» Вейн Грецкі.

## Шлях до фіналу
| Західна конференція     |          |                   |                   |                              |
| Стадія                  | Суперник | Суперник          | Загальний рахунок | Результати матчів            |
| Чвертьфінал конференції | С3       | Вінніпег Джетс    | 4 : 1             | 7:4, 3:2, 4:6, 5:3, 6:2      |
| Півфінал конференції    | С1       | Калгарі Флеймс    | 4 : 0             | 3:1, 5:4 (ОТ), 4:2, 6:4      |
| Фінал конференції       | Н1       | Детройт Ред Вінгз | 4 : 1             | 4:1, 5:3, 2:5, 4:3 (ОТ), 8:4 |

| Східна конференція      |          |                    |                   |                                        |
| Стадія                  | Суперник | Суперник           | Загальний рахунок | Результати матчів                      |
| Чвертьфінал конференції | А3       | Баффало Сейбрс     | 4 : 2             | 7:3, 4:1, 2:6, 5:6 (ОТ), 5:4, 5:2      |
| Півфінал конференції    | А1       | Монреаль Канадієнс | 4 : 1             | 2:5, 4:3, 3:1, 2:0, 4:1                |
| Фінал конференції       | П4       | Нью-Джерсі Девілс  | 4 : 3             | 5:3, 2:3 (ОТ), 6:1, 1:3, 7:1, 3:6, 6:2 |

## Арени
| Едмонтон           | Нортландс-колісіум Бостон-гарденclass=notpageimage\| Арени фіналу Кубка Стенлі 1988 | Бостон            |
| Нортландс-колісіум | Нортландс-колісіум Бостон-гарденclass=notpageimage\| Арени фіналу Кубка Стенлі 1988 | Бостон-гарден     |
| Місткість: 16 839  | Нортландс-колісіум Бостон-гарденclass=notpageimage\| Арени фіналу Кубка Стенлі 1988 | Місткість: 14 890 |
|                    | Нортландс-колісіум Бостон-гарденclass=notpageimage\| Арени фіналу Кубка Стенлі 1988 |                   |

## Серія
| 18 травня 1988 | Бостон Брюїнс | 1 : 2 (0:0, 1:1, 0:1) | Едмонтон Ойлерз | Нортландс-колісіум, Едмонтон |

| Протокол         | Протокол  | Протокол                              | Протокол  | Протокол |
| ---------------- | --------- | ------------------------------------- | --------- | -------- |
|                  | Енді Муг  | Голкіпери                             | Грант Фюр |          |
| Кем Нілі (33:15) |           | Вейн Грецкі (21:56) Кіт Ектон (41:15) |           |          |
| 10 хв.           | Вилучення | 14 хв.                                |           |          |
| 14               | Кидки     | 22                                    |           |          |

| 20 травня 1988 | Бостон Брюїнс | 2 : 4 (0:2, 0:0, 2:2) | Едмонтон Ойлерз | Нортландс-колісіум |

| Протокол                              | Протокол                    | Протокол                                                                         | Протокол  | Протокол |
| ------------------------------------- | --------------------------- | -------------------------------------------------------------------------------- | --------- | -------- |
|                                       | Режан Лемелен (00:00-59:35) | Голкіпери                                                                        | Грант Фюр |          |
| Боб Джойс (40:35) Кен Лінсман (43:16) |                             | Гленн Андерсон (15:57) Марк Мессьє (19:30) Вейн Грецкі (51:21) Ярі Куррі (59:53) |           |          |
| 39 хв.                                | Вилучення                   | 27 хв.                                                                           |           |          |
| 12                                    | Кидки                       | 32                                                                               |           |          |

| 22 травня 1988 | Едмонтон Ойлерз | 6 : 3 (1:1, 2:0, 3:2) | Бостон Брюїнс | Бостон-гарден, Бостон |

| Протокол | Протокол  | Протокол                                                | Протокол                    | Протокол |
| --- | --------- | ------------------------------------------------------- | --------------------------- | -------- |
| | Грант Фюр | Голкіпери                                               | Режан Лемелен (00:00-59:38) |          |
| Кевін Макклелланд (16:18) Еса Тікканен (30:25) Гленн Андерсон (32:57) Еса Тікканен (41:32) Крейг Сімпсон (50:28) Еса Тікканен (59:40) |           | Ренді Баррідж (02:46) Мо Лімей (44:19) Кем Нілі (54:02) |                             |          |
| 15 хв. | Вилучення | 13 хв.                                                  |                             |          |
| 25 | Кидки     | 28                                                      |                             |          |

| 24 травня 1988 | Едмонтон Ойлерз | 3 : 3 (2:1, 1:2) | Бостон Брюїнс | Бостон-гарден |

| Протокол                                                          | Протокол  | Протокол                                                 | Протокол | Протокол |
| ----------------------------------------------------------------- | --------- | -------------------------------------------------------- | -------- | -------- |
|                                                                   | Грант Фюр | Голкіпери                                                | Енді Муг |          |
| Гленн Андерсон (00:10) Еса Тікканен (15:33) Крейг Сімпсон (36:37) |           | Грег Гогуд (16:56) Глен Веслі (26:12) Глен Веслі (27:37) |          |          |
| 16 хв.                                                            | Вилучення | 14 хв.                                                   |          |          |
|                                                                   |           |                                                          |          |          |

Четвертий матч серії був зупинений на 36 хвилині гри через несправність електромережі, що призвело до знеструмлення арени.
| 26 травня 1988 | Бостон Брюїнс | 3 : 6 (2:2, 0:3, 1:1) | Едмонтон Ойлерз | Нортландс-колісіум |

| Протокол                                                    | Протокол  | Протокол | Протокол  | Протокол |
| ----------------------------------------------------------- | --------- | --- | --------- | -------- |
|                                                             | Енді Муг  | Голкіпери | Грант Фюр |          |
| Стів Каспер (00:43) Кен Лінсман (09:44) Стів Каспер (46:35) |           | Норманд Лакомб (06:07) Еса Тікканен (15:03) Майк Крушельницький (26:38) Вейн Грецкі (29:44) Крейг Сімпсон (39:58) Еса Тікканен (41:21) |           |          |
| 12 хв.                                                      | Вилучення | 18 хв. |           |          |
| 19                                                          | Кидки     | 26 |           |          |

| Володар Кубка Стенлі 1988       |
| ------------------------------- |
| Едмонтон Ойлерз четвертий титул |

## Володарі Кубка Стенлі
| Володарі Кубка Стенлі «Едмонтон Ойлерз» | Воротарі: Грант Фюр, Білл Ренфорд Захисники: Кевін Лоу, Стів Сміт, Джефф Б'юкебум, Ренді Грегг, Чарлі Гадді, Крейг Муні, Марті Мак-Сорлі Нападники: Вейн Грецкі (К), Марк Мессьє, Дейв Геннан, Крейг Мактевіш, Кіт Ектон, Майк Крушельницький, Гленн Андерсон, Еса Тікканен, Джефф Кортналл, Ярі Куррі, Крейг Сімпсон, Норманд Лакомб, Кевін Макклелланд Головний тренер: Глен Сатер Генеральний менеджер: Глен Сатер |